# Sune lagman (fisk)
Sune (okänt tillnamn) var en svensk lagman i Närke, omnämnd 15 februari 1300 i Riseberga, när han vid en kungörelse att han skänkte gården Almo till Riseberga kloster som prebende för Verner Brunkes dotter Cecilia, beseglade dokumentet med sitt sigill, vilket föreställde en vapensköld med en fisk.